# Road to Revolution: Live at Milton Keynes
Road to Revolution: Live at Milton Keynes je druhé živé CD/DVD od americké skupiny Linkin Park. Album bylo nahráváno během Projekt Revolution na koncertě v Milton Keynes National Bowl 29. června 2008. Stalo se tak poprvé, co se Projekt Revolution dostal do Velké Británie, přičemž před samotným vystoupením skupiny jí předcházelo mnoho dalších interpretů jako Enter Shikari či N.E.R.D. Uskutečnění koncertu bylo oznámeno dlouho předem a Linkin Park se zasloužili o jeho velkou propagaci, nejspíše za účelem co největšího obecenstva.
Road to Revolution: Live at Milton Keynes obsahuje materiál ze všech desek od Linkin Park včetně Collision Course (2004) zhotovené společně s Jay-Z a The Rising Tied (2005) od Fort Minor. Na albu jsou hlavně známé hity od kapely a bylo to poprvé co Linkin Park vystupovali společně s Jay-Z mimo Spojené státy.

## Seznam skladeb

### CD
1. One Step Closer - 4:06 Videoklip
2. From The Inside - 3:24
3. No More Sorrow - 5:06
4. Given Up - 3:16
5. Lying from You - 3:18
6. Hands Held High - 1:26
7. Leave Out All the Rest - 3:23
8. Numb - 3:46
9. The Little Things Give You Away - 7:19
10. Breaking the Habit - 4:24
11. Shadow of the Day - 4:16
12. Crawling - 4:57
13. In the End - 3:50
14. Pushing Me Away - 3:18
15. What I've Done - 5:01
16. Numb/Encore - 3:01
17. Jigga What/Faint - 5:10
18. Bleed It Out - 8:14

### DVD
1. One Step Closer1
2. From the Inside3
3. No More Sorrow6
4. Wake 2.06
5. Given Up6
6. Lying from You3
7. Hands Held High6 (A cappella)
8. Leave Out All the Rest6
9. Numb3
10. The Little Things Give You Away6
11. Breaking the Habit3
12. Shadow of the Day6
13. Crawling12
14. In the End1
15. Pushing Me Away1 (Piano Version)
16. What I've Done6
17. Numb/Encore4
18. Jigga What/Faint4
19. Bleed It Out6
20. Somewhere I Belong3 (bonus)
21. Papercut1 (bonus)
22. Points of Authority15 (bonus)

- 1 skladba z Hybrid Theory
- 2 obsahuje elementy z Reanimation
- 3 skladba z Meteory
- 4 skladba z Collision Course
- 5 obsahuje elementy z The Rising Tied
- 6 skladba z Minutes to Midnight

## Datum vydání
| Stát               | Datum vydání      |
| ------------------ | ----------------- |
| Evropa             | 21. listopad 2008 |
| Spojené království | 24. listopad 2008 |
| Celosvětově        | 24. listopad 2008 |
| Austrálie          | 1. prosinec 2008  |
| Nový Zéland        | 1. prosinec 2008  |

## Umístění
| Rok  | Hitparáda      | Pozice |
| ---- | -------------- | ------ |
| 2008 | USA            | 41     |
| 2008 | Austrálie      | 24     |
| 2008 | Velká Británie | 58     |
| 2008 | Německo        | 11     |
| 2008 | Japonsko       | 6      |
| 2008 | Nový Zéland    | 17     |

## Obsazení
Linkin Park
- Chester Bennington: Vedoucí vokály
- Rob Bourdon: Bicí
- Brad Delson: Elektrická kytara
- Mr. Hahn: Mixážní pult
- Phoenix: Basová kytara
- Mike Shinoda: Rap, rytmická kytara, klávesy